# 余益庵
余益庵（1900年—1979年8月10日），男，湖北枣阳人，中华人民共和国政治人物，曾任湖北省民政厅厅长，湖北省政协副主席，第二、三届全国人大代表。